# 双側錐六角柱
双側錐六角柱（そうそくすいろっかくちゅう、英: parabiaugmented hexagonal prism）とは55番目のジョンソンの立体で、正六角柱の向かい合う側面一組に正四角錐を貼り付けたものである。

## 近縁な図形
| 側錐六角柱 （正四角錐を1つ取り除く） | 二側錐六角柱 | 三側錐六角柱 | 二側錐五角柱 （角柱の角の数を減らす） |